# غلامرضا فروزش
غلامرضا فروزش (زاده ۱۳۳۱ دزفول) سیاست‌مدار و مدیر اجرایی ایرانی است، که در دولت‌های میرحسین موسوی و هاشمی رفسنجانی به‌مدت ۱۰ سال از ۱۳۶۷ تا ۱۳۷۶ وزیر جهاد سازندگی بود. وی هم‌اکنون یکی از سهام‌داران شرکت ایرانسل می‌باشد. فروزش از اعضای هیئت مؤسس حزب کارگزاران سازندگی ایران بود.

## تحصیلات
- کارشناسی مهندسی معدن از دانشگاه تهران
- کارشناسی ارشد مهندسی معدن از دانشگاه تهران

## سوابق و فعالیت‌ها
- حضور مؤثر در تأسیس سازمان جهاد سازندگی
- وزیر جهاد سازندگی به مدت ده سال
- عضو هیئت تدوین‌کننده برنامه‌های اول و دوم توسعه اقتصادی و اجتماعی کشور
- عضو اولین دوره شورای شهر تهران
- عضو هیئت مؤسس و اولین شورای مرکزی حزب کارگزاران سازندگی ایران
- از سهامداران شرکت ایرانسل